# 宮崎神宮
宮崎神宮（みやざきじんぐう）是位在日本宮崎縣宮崎市的神社，舊社格為官幣大社（現神社本廳的別表神社）。

## 社名
古稱「神武天皇宮」、「神武天皇社」、「神武天皇御廟」等，明治6年（1873年）改稱「宮崎神社」；明治11年改稱「宮崎宮」；大正2年（1913年）改稱「宮崎神宮」，在地人稱之為「神武さま」。

## 祭神
主祭神是神日本磐余彦尊（神武天皇），配祀父神鸕鷀草葺不合尊和母神玉依姬二神。

## 關連項目
- 神宮

## 外部連結
- 宮崎神宮（页面存档备份，存于）